# Haltestelle Niklashausen
Haltestelle Niklashausen ist ein Wohnplatz auf der Gemarkung des Werbacher Ortsteils Niklashausen im Main-Tauber-Kreis im Nordosten Baden-Württembergs, benannt nach dem Haltepunkt Niklashausen an der Bahnstrecke Lauda–Wertheim.

## Geographie
Der Wohnplatz liegt direkt am Taubertalradweg nach dem Ortsausgang von Niklashausen in Richtung Gamburg, am linken Rand des Taubertals. Ein von der L 506 (Wertheimer Straße) in Niklashausen abzweigender Weg führt über eine Tauberbrücke bis zum Wohnplatz. Flussabwärts entlang des Taubertalradwegs folgt nach etwa 400 Metern der Wohnplatz Altes Bahnwärterhaus an der Schulstraße 26.

## Geschichte
Der Bau der Bahnstrecke Lauda–Wertheim begann im Oktober 1866. In der Folge entstand auch der Haltepunkt Niklashausen, der bis heute von Regionalbahn-Zügen bedient wird. Das ehemalige Stationsgebäude wurde abgerissen und durch einen verglasten Unterstand ersetzt.
Der Wohnplatz kam als Teil der ehemals selbstständigen Gemeinde Niklashausen am 1. Januar 1975 zur Gemeinde Werbach.